# Parelictis saleuta
Parelictis saleuta là một loài bướm đêm thuộc phân họ Arctiinae, họ Erebidae.